# Glochidion oxygonum
Glochidion oxygonum är en emblikaväxtart som beskrevs av Airy Shaw. Glochidion oxygonum ingår i släktet Glochidion och familjen emblikaväxter. Inga underarter finns listade i Catalogue of Life.